# Бегишево (Тюменская область)
Бегишево — село в Вагайском районе Тюменской области, административный центр Бегишевского сельского поселения.

## Описание
Находится у правого берега Иртыша в 12 км к северо-востоку от села Вагай и в 52 км к юго-востоку от Тобольска. Через село проходит тупиковая автодорога Тобольск — Курья, соединяющая сельские населённые пункты вдоль правобережья Иртыша и выходящая на автодорогу Р404 у Тобольска.
В селе имеется школа, пекарня, один магазин, сквер с двумя памятниками: участникам Великой Отечественной войны и Герою Советского Союза А. Г. Первухину, уроженцу этих мест.
Улицы:
- Берёзовый (переулок)
- Заречный (переулок)
- Зелёный (переулок)
- Лесная
- Лесной (переулок)
- Мирный (переулок)
- Нагорная
- Новая
- Новый (переулок)
- Первухина
- Пионерский (переулок)
- Светлый (переулок)
- Цветной (переулок)
- Центральный (переулок)
- Школьная
- Школьный (переулок)
- Ярковой (переулок)